# Odd Dahl
Odd Dahl (født 3. november 1898 i Drammen, død 2. juni 1994 i Bergen) var en norsk ingeniør og pilot. Til trods for en meget begrænset formel uddannelse skabte Odd Dahl, sig en meget opsigtsvækkende karriere. Han deltog som pilot på Roald Amundsens Maud-ekspedition. I løbet af ekspeditionen udviklede Dahl sig til en meget kompetent instrumentmager, denne kundskab bragte ham efter ekspedition, et job ved Carnegie Institute i Washington D.C.. 
I 1936 blev Dahl tilsluttet Christian Michelsens institutt i Bergen hvor han senere byggede tre Van de Graaff-generatorer og en betatron. Odd Dahl deltog centralt i de indledende internationale som førte til etableringen af CERN og han var o 1953–54 leder for den gruppe som planlagde bygningen, af en proton-synkrontron-maskine.

## Priser og udmærkelser
- 1931 – Pris af American Association for the Advancement of Science
- 1951 – Pris af Den Norske Ingeniørforening
- 1926 – St. Olavs Orden for deltagelse på Maud-ekspediotionen
- 1951 – Æresdoktor ved Universitetet i Bergen
- 1952 – Kommandør af St. Olavs Orden
- 1952 – Kommandørafv den nederlandske Oranje-Nassau-ordenen
- 1952 – Medlem af Vitenskapsakademiet

## Filmografi
- 1926 – Med Maud over Polhavet